# Примітиво
Примітиво, також відомий як Зинфандель (італ. Primitivo, англ. Zinfandel) — сорт червоного винограду, культивується у південних регіонах Італії, зокрема у Апулії. Назва сорту походить від італ. primo — в перекладі з італійської означає перший. Це ранньостиглий сорт, він раніше за інших розпускається і першим дає урожай. При цьому перші дозрілі грона знімають з винограду вже на початку серпня.

## Історія
Існують суперечки про географічне походження сорту. Є два клони сорту — Зинфандель з США та Примітиво з Італії. Генетичний аналіз показав, що ці клони походять від сорту хорв. Crljenak (Курлейнік) з Хорватії. Виходячи з цього, багато хто вважає, що в Італію цей виноград потрапив через Адріатичне море завдяки бенедиктинським монахам у XVIII ст. і називався Zagatese. Ранньостиглий сорт сподобався Франческо Інделікатті й він зайнявся його культивуванням на своїй ділянці, що в районі Барі. У 2003 дослідження встановили, що лози зинфаднеля були завезені у Лонг-Айленд в період з 1820 по 1829 р. Швидше за все, вони потрапили туди з Далмації в часи Австрійської імперії. Він виявився надзвичайно успішним там, заробивши репутацію американського «національного винограду», тривалий час його навіть вважали автохтонним американським сортом.

## Географія сорту

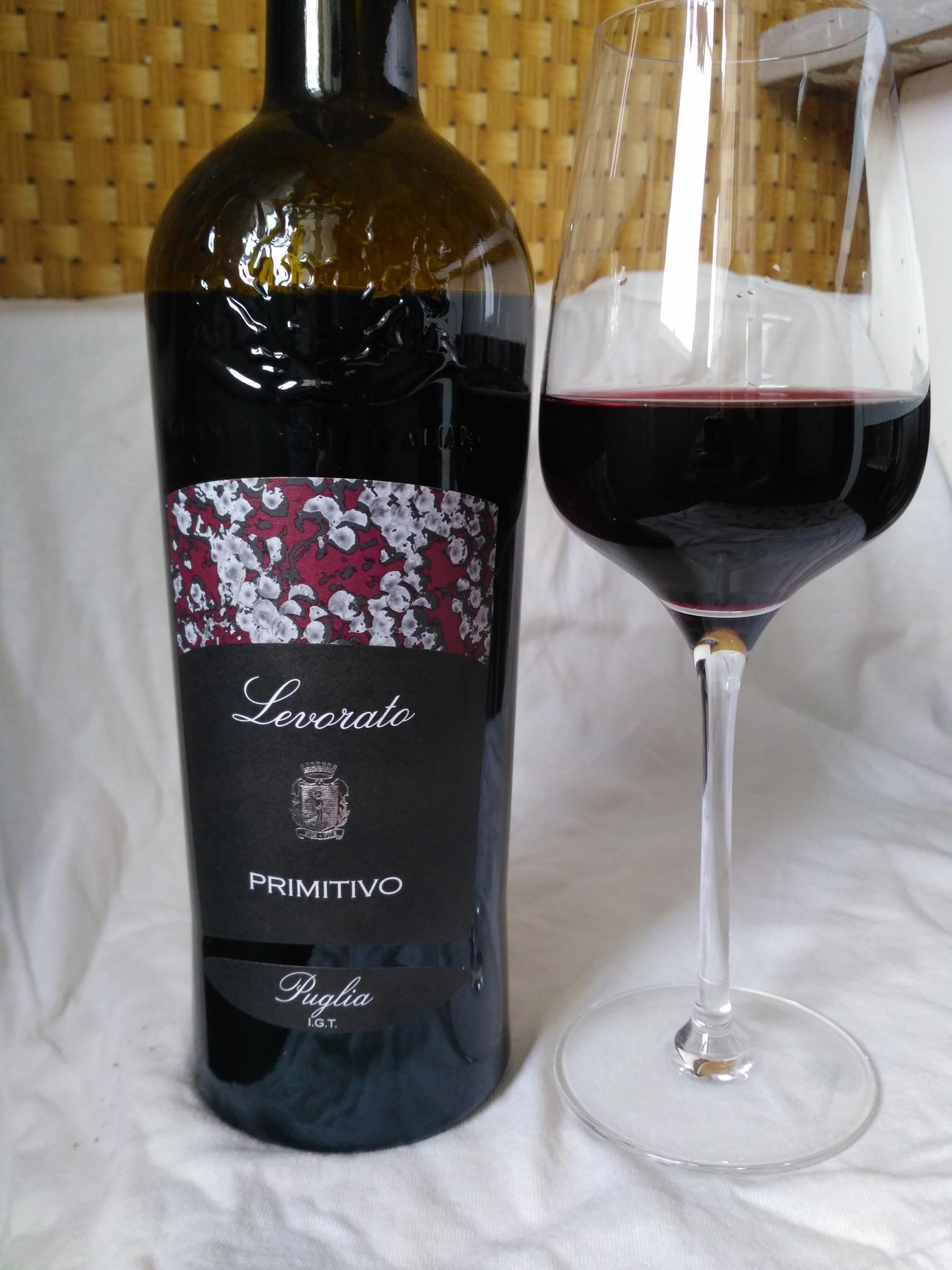
Вино з винограду Примітиво

В Італії історичною зоною для вирощування Примітиво вважається Мандурія, Саленто, південь Апулії, але в останні роки велике значення придбала область Джоя-дель-Колле (італ. Gioia del Colle, провінція Барі). У США вирощується у кількох регіонах, зокрема у Каліфорнії.

## Характеристики сорту
Дуже врожайний і невибагливий сорт. Примітиво добре росте в різних ґрунтово-кліматичних умовах. Нерідко дає другий урожай на пасинках, який визріває в умовах спекотного клімату. Ягоди достигають нерівномірно. Через щільні грона, ягоди в період дозрівання можуть уражуватись гниллю. Сорт характеризується сильнорослою лозою, щільними, середньої величини гронами. Ягоди дрібні, округлої форми, насиченого фіолетового забарвлення, на коротеньких черешках. Вміст цукру дуже великий, в умовах теплого клімату може доходити до 30%. Це дає можливість при додаванні спеціальних дріжджів отримувати з нього вино міцністю 16-17 % .

## Характеристики вина
Нині з Примітиво виробляють різні стилі вин. Найчастіше з нього виготовляють сухі червоні вина з гарною структурою і тілом, високим вмістом алкоголю та танінів. Також виготовляють десертні та рожеві вина, рідше кріплені вина. З Примітиво отримують насичені за кольором вина, з відмінною структурою, ароматом малини, ожини, черешні й легких спецій. Вина мають гарний потенціал для витримки.